# Протилежна стать (фільм, 2014)
«Протилежна стать» — незалежна кінокомедія з Міною Суварі та Джоффом Стультсом у головних ролях.

## Сюжет
Успішний адвокат Вінс із шлюборозлучних процесів не зазнає поразок: його красномовство легко переконує суддів. З такою ж легкістю він завойовує жінок, але не красуню Джейн, з якою чоловік познайомився у барі. Свою неперевершеність Вінс хоче продемонструвати низкою парі на які обидва згодні.

## У ролях
| Актор              | Роль            |
| ------------------ | --------------- |
| Міна Суварі        | Джейн           |
| Джофф Стультс      | Вінс            |
| Крістін Ченовет    | місіс Кемп      |
| Джош Гопкінс       | Кенні           |
| Дженніфер Фінніган | Стефані         |
| Джош Кук           | Кендрік         |
| Ерік Робертс       | містер Кемпбелл |
| Дана Ешбрук        | Гері            |
| Дебра Джо Рапп     | Трейсі          |
| Джонатан Сілвермен | Том             |

## Створення фільму

### Виробництво
Зйомки фільму проходили в Род-Айленді, США.

### Знімальна група
- Кінорежисери — Дженніфер Фінніган, Джонатан Сілвермен
- Сценаристи — Марк Муссіна, Стівен Сешенс
- Кінопродюсери — Клер Северанс, Дженніфер Фінніган, Джонатан Сільвермен, Джино Перейра
- Кінооператор — Джендра Ярнагін
- Кіномонтаж — Кейт Крокет
- Художник-постановник — Кевін Ланг
- Художник по костюмах — Аріанна Буонанно
- Підбір акторів — Джеймі Кастро[3].

## Сприйняття
Фільм отримав негативні відгуки. На сайті Rotten Tomatoes оцінка стрічки 4 % від глядачів із середньою оцінкою 2,1/5 (71 голос). Фільму зарахований «розсипаний попкорн» від глядачів, Internet Movie Database — 4,6/10 (708 голосів).